# Alla Horska
Alla Alexandrovna Horska (Oekraïens: А́лла Олекса́ндрівна Го́рська) (Jalta, 18 september 1929 – 28 november 1970, Vasylkiv) is een Oekraïense kunstschilderes. Ze was oprichter van de Kloob Tvorchoyi Molodi, de Creative Youth Club, die bedoeld was om de Oekraïense cultuur door middel van kunst te bewaren. Ze was ook activist en ageerde tegen de communistische Sovjet-overheersing en tegen de dogma's van het Socialistisch Realisme. Op 28 november 1970 werd ze onder verdachte omstandigheden vermoord gevonden in het appartement van haar schoonvader.
Horska was getrouwd met Victor Ivanovich Zaretskiy.
- Gemeinsame Normdatei: 121816958
- International Standard Name Identifier: 0000 0001 1180 1047
- Library of Congress Control Number: nr97043151
- Nationale Bibliotheek van Tsjechië: js2016935996
- Virtual International Authority File: 162662432
- WorldCat: E39PBJyMbbDHd9GbCXkBGHKcfq